# Gino Clara
Gino Agustín Clara (Avellaneda, provincia de Buenos Aires, 26 de mayo de 1988) es un exfutbolista argentino profesional surgido de las divisiones menores del Huracán.

## Trayectoria
A mediados de este último año su pase fue comprado por un grupo de empresarios encabezados por el presidente del club chileno Unión San Felipe e inscrito en este equipo. Luego, fue enviado en calidad de préstamo por un año a Colo-Colo, donde, a pesar de un pésimo desempeño y muy pocos minutos en cancha, fue subcampeón de la Primera División de Chile en la Temporada 2010. Estuvieron interesados en él, clubes como Racing, Tigre y Banfield, pero no pudieron ficharlo en Argentina por prohibición tácita de AFA debido a los problemas que tuvo con su club de origen, por lo que el jugador debió seguir jugando en Chile.
En el 2011 jugó en el primer semestre en el Rangers de la Primera B de Chile, con el cual fue subcampeón del Torneo Apertura de la Primera B detrás de Deportes Antofagasta.
En el segundo semestre del 2011, se incorpora sorpresivamente a Independiente, pero no es tenido en cuenta por los entrenadores Antonio Mohamed y luego Ramón Díaz, quien a fin de semestre le comunica al jugador que no iba a ser tenido en cuenta el siguiente año.
A comienzos de 2012, comienza a entrenarse en la reserva de Independiente, a la espera de alguna oferta de otro club, debido a que su DT, Ramón Díaz no lo tendrá en cuenta en el primer equipo.
En agosto de 2012 se incorporó a préstamo a Los Andes, para disputar el torneo de la Primera B (Argentina) 2012/13. En enero de 2015 se sumó a las filas del Agropoli de la serie D, la quinta categoría del Calcio.
Durante 2017 se suma a Huracán de Arribeños que compite en la Liga de General Arenales. 
A principios de 2018 estuvo a prueba en Excursionistas.
En marzo de 2020 ya representado por la empresa BsR de Argentina, cuna de grandes futbolistas, se convirtió en nuevo refuerzo de Industrial de Tarija, club perteneciente a la segunda división de Bolivia, disputando su primer amistoso en el estadio IV Centenario.

## Clubes
| Club                          | País      | Año         |
| ----------------------------- | --------- | ----------- |
| Huracán                       | Argentina | 2009 - 2010 |
| Colo Colo                     | Chile     | 2010        |
| Rangers de Talca              | Chile     | 2011        |
| Independiente                 | Argentina | 2011 - 2012 |
| Los Andes                     | Argentina | 2012- 2013  |
| Villa San Carlos              | Argentina | 2013 - 2015 |
| US Agropoli                   | Italia    | 2015        |
| JJ Urquiza                    | Argentina | 2016        |
| Huracán de Arribeños          | Argentina | 2017        |
| Huracán de Comodoro Rivadavia | Argentina | 2019        |
| Avilés Industrial de Tarija   | Bolivia   | 2020 - 2021 |